# Djamel Menad
Djamel Menad (22. července 1960, El Bayadh – 22. března 2025, Alžír) byl alžírský fotbalista, útočník. V roce 1990 byl nejlepším střelcem Afrického poháru národů. Po skončení aktivní kariéry působil jako trenér.

## Fotbalová kariéra
Hrál v Alžírsku za CR Belouizdad, se kterým v roce 1978 vyhrál pohár. Dále hrál za tým JS Kabylie, se kterým získal čtyři mistrovské tituly a jednou vítězství v poháru. Další tři sezóny hrál ve druhé francouzské lize za Nîmes Olympique a tři sezóny v portugalské lize za FC Famalicão a CF Os Belenenses. Kariéru zakončil v Alžírsku v týmech JS Kabylie a USM Alger. Za reprezentaci Alžírska nastoupil v letech 1982-1995 celkem v 81 utkáních a dal 25 gólů. Byl členem alžírské reprezentace na Mistrovství světa ve fotbale 1986, nastoupil ve 2 utkáních. Startoval za Alžírsko na Africkém poháru národů 1984, 1986, 1988, 1990 a 1992 a na LOH 1980 v Moskvě, kde nastoupil ve 3 utkáních. 

## Ligová bilance
| Ročník                        | Zápasy | Góly | Klub             |
| ----------------------------- | ------ | ---- | ---------------- |
| Ligue 2 1987/1988             | 26     | 7    | Nîmes Olympique  |
| Ligue 2 1988/1989             | 25     | 8    | Nîmes Olympique  |
| Ligue 2 1989/1990             | 276    | 12   | Nîmes Olympique  |
| 1. portugalská liga 1990/1991 | 32     | 6    | FC Famalicão     |
| 1. portugalská liga 1991/1992 | 26     | 11   | FC Famalicão     |
| 1. portugalská liga 1992/1993 | 26     | 3    | CF Os Belenenses |
| CELKEM 1. portugalská liga    | 86     | 20   |                  |
| CELKEM Ligue 2                | 78     | 27   |                  |